# Дозор-85
Дозор-85 (Дозор-4) — разведывательный БПЛА. Разработан компанией «Транзас» и является основным аппаратом серии «Дозор».
Серийно выпускается с 2007 года. Осенью 2008 года Дозор-4 успешно прошел недельные испытания на пограничной заставе в Дагестане. После успешного выполнения заданий (патрулирования в горах, поиска пропавшего БПЛА «Иркут») была заказана партия из 12 самолётов для формирования подразделения и проведения более масштабных испытаний.
Комплекс Дозор размещается на шасси автомобиля Land Rover Defender 110, состав комплекса включает, мобильный наземный пункт управления: пилот-оператор, штурман-оператор, инженер-механик плюс БЛА в специальном контейнере (2.5х1.0х1.0 м) и различные запасные части.

## ТТХ
Технические характеристики:
- Размах крыла, м 4,60
- Длина, м 2,60
- Высота, м 1,20
- Масса, кг

  - максимальная взлётная 85
  - топлива 15
  - полезной нагрузки 12,5 (32 кг при запасе топлива на 1 час)
- Тип двигателя ДВС 3W 170TS
- Мощность, л.с. 17
- Крейсерская скорость, км/ч 120—150
- Практическая дальность, км 900
- Продолжительность полёта, ч 8
- Статический потолок, м 4000